# Förolach, Trg
Förolach je naselje v Občini Trg v Okraju Trg na Koroškem v Avstriji.